# Janez Gothus
Janez Gothus (rojen kot  Johannes Matthiae Gothus; * 29. december 1592 Västra Husby, Švedska) je švedski akademik in protestantovski škof v  Strängnäsu, † 18. februar 1670 v Stockholmu. 
Bil je predavatelj na Uppsalski univerzi, rector Collegium illustrious v Stockholmu in najuglednejši učetelj na Švedskem v 17. stoletju. Škof v Strängnäs je bil od 1643 do 1664. 

## Družina
Gothusov oče je bil vikar Matthias Petri Upplänning (1533-1610), mati pa Anna Danielsdotter Grubbe, katere oče je bil Daniel Jonsson Grubbe, župan Norrköpinga. Predniki Matthiasa Upplänninga so bili potomci starodavnega upplandskega plemstva. Eden od virov trdi, da je bila "mati dedka škofa Matijevega Janeza Birgita Vasa, sestrična kralja prvega švedskega kralja Gustava Vasa. Gothus je imel 14 bratov in sester; eden od njih je bil trgovec v Söderköpingu Peder Mattsson Stiernfelt.
Prva Gothusova žena je bila Katarina Nilsdotter Bohm; njen oče je bil komornik Kammarkollegieta, ustanove za pravne, finančne in upravne storitve (davčne uprave), Nils Olofsson Bohm, mati pa Karin Pedersdotter. Poroko sta sklenila v Stockholmski kraljevi palači jeseni 1634. Druga žena je bila Beata Nilsdotter Lillieram, hči kanclerke Nils Chesnecopherus Lillieram; poročila sta se najbrž na gradu Rockelstad 1659.
Potomci Johannesa Matthiaeja Gothusa so bili povišani v Riddarhuset (Švedska hiša plemstva) v Stockholmu pod imenom Oljeqvist s plemiško družinsko številko 331.
Rodilo se mu je trinajst otrok:
1. Christina Johansdotter
2. Johan Johansson Oljeqvist
3. Gustav Johansson Oljeqvist
4. Anna Johansdotter Oljeqvist
5. Nils Johansson Oljeqvist
6. Karin Johansdotter Oljeqvist
7. Kristina Johansdotter Oljeqvist
8. Elisabeth Johansdotter Oljeqvist
9. Maria Johansdotter Oljeqvist
10. Petrus Johansdotter Oljeqvist
11. Carl Johansson Oljeqvist
12. Maria Johansdotter
13. Katarina Johansdotter Oljeqvist

## Kariera

### Študij in vzgoja
V desetletnem študijskem obdobju, ki se je začelo leta 1599 v Linköpingu, je Gothus doživel Linköpingov pokol in Norrköpingovo vstajo. Ko se je viharno desetletje petdesetih let končalo, se je vpisal na Uppsalsko univerzo. Po vpisu se je takoj pridružil pobožni verski polemiki rojaka, izobraženega Messeniusa z Braunsbergove jezuitske šole , ki je bil v sporu z vsiljivim državnim šolskim verskim predstavnikom Rudbeckiusom. Študijsko obdobje ga je spodbujalo v samostojno duhovno smer. Denarno so ga podpirali dvorni in meščanski krogi. Njegova humanistična verska usmeritev se kaže v njegovih pesniških stvaritvah, v dramah, v katerih je sam nastopal, v razpravah o nravnosti, ter v osveščanju svojih sorodnikov, sinov luteransko-melanhtonskega nadškofa Keniciusa.
Po študiju v Uppsali je Gothusu med leti 1618 in 1625 postalo vseučilišče cela Evropa. Prvo študijsko potovanje v tujino je opravil na hesensko univerzo v Giessenu. Svojo pobožnost je poglobil med preučevanjem glavnega etično-versko usmerjenega teologa, univerzitetnega, cerkvenega in šolskega reformatorja Mentzerja. Gothus je med dvema dolgima potovanjima v tujino, ko je bil leta 1621 imenovan profesor poesos na Uppsalski univerzi, na kratko obiskal Švedsko.
Njegov naslednji študij je bil ključnega pomena za njegovo življenjsko delo. Kljub vsem ozkosrčnim luteransko predpisom in šolsko-teološkim izobraževalnim ciljem, se je med obiski na Nizozemskem, v Angliji in Franciji, pa tudi v Angliji, poglobil v etično-versko renesanso, ki je prevladovala 1619 sinodi v Dortu in se je z njo on sam soočil v razpravi v Giessenu.

### Kristinin učitelj

#### Kristinino otroštvo
Preden je Gustav Adolf odšel v Nemčijo, da bi v tridesetletni vojni širil protestantizem, je hčerki zagotovil pravico do prestolonasledstva v primeru, če se ne bo vrnil. Svojemu maršalu Axelu Gustafssonu Banéru je ukazal, naj Kristina dobi izobrazbo, kakršno običajno prejemajo samo dečki. 
Njena mati iz vladarske hiše Hohenzollern je bila vase zaprta ženska in menda ni bila čisto pri pravi. Potem ko je kralj 6. novembra 1632 umrl na bojišču, so njegovo truplo domov pripeljali v krsti, srce pa v ločeni zlati škatli. Maria Eleonora je ukazala, da kralja ne smejo pokopati, dokler ne bodo pokopali tudi nje skupaj z njim. Prav tako je zahtevala, da mora biti krsta odprta, in si jo je redno oglejevala, jo tipala in niti ni opazila gnitja. Sčasoma je kancler Axel Oxenstierna v sobi postavi stražarja, da je preprečil nadaljnje izpade. Zategadelj so kralja pokopali šele po osemnajstih mesecih, 22. junija 1634.
Kristina je bila stara torej komaj pet let, ko je njen oče 1632 padel v bitki pri Lützenu.

#### Kristinino šolanje
1634 je Oxenstierna uvedel novo ustavo, po kateri je moral kralj upoštevati tajni svet, ki pa ga je vodil on sam.  Kristina je prišla na oblast po prizadevanju matere Marije Eleonore in živela z njo do leta 1636. Na očetovo zahtevo so jo namreč vzgajali po fantovsko, da bi bila usposobljena za prestolonaslednika; od leta 1635 so jo pripravljali na kraljevo službo. Naučila se je jahati in loviti; nikoli ni šivala ali vezla; malo je skrbela za svoj videz - noči pa je preživljala v neprestanem branju in učenju. Ker je bila mati zaradi depresije nezmožna, je kancler Oxenstierna prevzel skrbništvo.
Kristina je nato živela s teto Katarino Vasa (1584–1638) in njenim možem Ivanom Kazimirom. Z njunim sinom Gustavom, ki je postal njen kasnejši naslednik na švedskem prestolu pod imenom Karel X. Gustav, je v mladosti menda imela kratko ljubezensko razmerje, kjer je najbž šlo le za zaljubljenost - saj je je bila poroka in vse, kar je bilo z njo povezano, nepremagljivo zoprna.
Kristino so vzgajali torej kot kraljeviča. Bogoslovec Gothus je postal njen varuh; držal ji je učne ure iz verouka, modroslovja, grščine in latinščine. 
Kancler Oxenstierna jo je poučeval politike in razpravljal z njo o Tacitu. Ponosno je tako zapisal o štirinajstletnici: 
"Ona ni nič podobna deklicam; je bistroumna in pametna".
Neznansko jo je veselilo učenje. Poleg švedščine ji je postalo domačih vsaj sedem drugih jezikov: nemščina, nizozemščina, danščina, francoščina, italijanščina, arabščina in hebrejščina. Obstajajo pisma, ki jih je pisala v nemščini svojemu očetu, ko je bila stara komaj pet let. Ko je prišel francoski odposlanec Chanut na Švedsko v Stockholm 1645, je občudovaje ugotovil: 
"Ona govori francosko, ko da bi bila rojena v Louvru!" B. Guilliet pa omenja, da je govorila lieško narečje. 
Vsekakor je bil Gothus Kristinin glavni učitelj. Ona je nanj gledala kot na lastnega očeta, on pa nanjo kot na lastno hčer.

## Škofinekumenskidelavec
Janez je bil široko razgledan duh. Zato ga ozko gledanje "pravovernih" protestantovskih švedskih krogov ni trpelo. On pa je bil človek povezave in ekumenizma. Hotel je spraviti med seboj sprti protestantovski švedski skupnosti, kar pa je bilo Sizifovo delo. Katoličanom je bil vseskozi naklonjen; do drugače mislečih ljudi pa strpen. Te lastnosti so krasile tudi njegovo učenko kraljico Kristino. Pred bojevitimi protestanti se je moral večkrat zagovarjat, saj so mu očitali, da je bil on "kriv", da je Kristina prestopila v katolištvo. Po mnogih zapletih in nasprotovanjih je postal škof v Strängnäsu. 

## Dela

### Njegovi spisi in knjige
- Pentapoligrammaton Ostrogothiae, Stockholm 1613.
- Gust. Adolphus, in coronationis festo carmine elegiaco celebratus, Uppsala 1617.
- Oratio insignes peregrinationis utilitates continens, Uppsala 1618.
- Threnodia in obitam Princ. Johannis, Ib. e.a.
- Naenia in obitum Princ. Mariae Elis. e.a.
- Syntagma breve Theologicum publicatum, Lips. 1622.
- Disp. Theol. de Sacra Coena, Stockholm 1625.
- Libellus puerilis in quo continentur V. primaria capita doctrinae Christianae cum praecationibus aliquot sacris quinque linguis comprehensa, Latina, Suetica, Gallica, Germanica, Anglica, Ib. 1626.
- Gnomologia veterum Latinorum Poetarum & Historicorum Laberii, Syrii, Plauti, Terentii, Seneeae, Virgilii, Ovidii, etc Ib. 1627.
- Disp. duae de ministerio ecclesiastico prop. in Coll. ill., Stockholm 1628, Strängnäs 1659.
- Ratio discendi Linguam Latinam pro Christina Regina, Stockholm 1635. (Omtryckt 1650 av Bachorn med titeln Grammatica Regia, vilket medförde att många fick uppfattningen att det var Bachorns eget verk).
- Ratio studiorum ante decennium ad petitionem D. D. Directorum ill. Collegii Stockholm conscripta, Ib 1636
- Summa öfwer den reena saliggiörande Catholske Christelige läran uthdragne af then Hel. Skrift, Ib 1640, Strängnäs 1659.
- Grammatica latina contracta , Ib 1674.
- Likpredikningar över: Riksrådet baron Gustaf Horn, Stockholm 1641.; Biskop Wallius, Ib 1641.; Fältmarsk Johan Banér, Ib 1641.; Ärkebiskop Laurentius Paulinus, Uppsala 1646.; R. R. Thure Sparres fru Maria Axelsdotter, Strängnäs 1650.; Anna Bååt, 1650.; Likcermon öfver Pfalzgrefven Johan Casimir och dess sonson Gustaf Adolf, Ib 1652
- Een predikan vid Dr. Christinae inträde uti Regementet 1643, Strängnäs 1644.
- Examen Cathecheticum, thet är Cathechismiförhör uthöffuer Strängnäs Biskopsdöme etc., Strängnäs 1652.
- Pastoralus Zelotypia, Ib. 1645, 1649.
- Methodus concionandi, Ib. 1652 och 1659.
- Idea boni Ordinis in ecclesia Christi, Ib. 1644 och 1659.
- Epistolarum decades X de universe munere pastorali ete., Ib. 1652 och 1659.
- Quaerela de praepostero quorundam judicio in castigando aliorum scriptis, centum propositionibus inclusa, Ib 1646 och 1660.
- Form eller sätt att visitera kyrkor och församblingar, Ib. 1653.
- Form eller sätt om förberedelse till then heliga nattvarden etc., Ib. 1653.
- Form eller sätt att begynna gudstjensten uthi en nybygd kyrka, hwilket man gemenligen kallar kyrkiowigning, Ib. 1654.
- Form eller sätt att insättia kyrkioherdar i theras församblingar, Ib. 1654.
- Regula credendi er virendi, salutiferam verbi divini veritatem, catholica articulorum fidei Christianae delineatione complexa et ad Christinam Augustam Reginam transmissa, Ib. 1649.
- Strengnäs Kyrkie- och hwsbok, Ib. 1658.
- Ulysses verae Christianae Religionis eller Wägwisare till den sanna Christeliga religionen etc., Ib. 1659.
- Form eller sätt huru gudztiensten må förrättas etc., Ib. 1659.
- Positiones de disciplina ecclesiastica, Ib. 1661.
- Formula Catholicae priscae et orthodoxae fidei in primorum ecelesiae Christianae Oecumen. Conciliorum symbolis aliisque confessionibus exposita, Ib. 1665.
- Quaestiones Regiae et Responsiones Sapientum ex vetustissima historiae Aristeae et LXX Interpretibus deductae, Ib. e.a.
- Ramus Olivae Septentrionalis I:us et II:us Baccas nonnullas religiosae paci suaviter redolentes et concordiae Ecclesiasticae sadras inter Christianos diffundes etc., Ib. 165
- Ramus etc. III:us
- X:us, Ib. 1661
- Register öfver the förnemste Stycken och Capitel, som synes höra till en fullkombligh kyrkieordningh eller then Svenskes överseende och förbättringh, Stockholm 1633.
- Confessio fidei Suio Gothicae. Thet är: then Christel. Trosbekjännelse, hvilke Guds försambling uthi Sveriges Rijke allmänneliga trodt och bekiändt hafver, ifrån thet Evangelii sanning uti Kon. Gustaffs regementz tijd etc., Strängnäs 1657.
- Opuscula Theologica, Ib. 1661. (20 afhandlingar, förut tryckta, men nu utg. I ett band, förbättrade och tillökte).
- Kyrkie- och Huuspostilla, Stockholm 1666
- Apparatus biblicus eller anledning till then heliga bibels och kyrkones historiens grundeliga förstånd, Ib. 1660.
- Kyrkiones historia…intill närvarande tidh, Ib. 1669
- Sacrarum disquisitionum decas una ad refutandos Epicureos, Atheos et Fanaticos etc., Ib. 1169. [5]

### Knjige o njem
- Magnus Collmar: Strängnäs stifts herdaminne. speciellt del 3, den yngre vasatiden utg. år 2000 s.48-65.
- K.A. Hagström: Strängnäs stifts herdaminne del I, s.92-100.
- Johannes Matthiæs Minnesbok, hans egenhändiga anteckningar om barnen, testamente och redogörelse över sina gods, fastigheter och gårdar. Riksarkivet, Sjöholmsarkviet Vol. E4804.
- Nicolaus Johannis Rudbeckius (1622–1676), Flos patientiæ, eller ett heligt tålamodh, vthi een christelig lijk-predikan, öfwer ... Johannes Matthiæ ... nu mehra hos Gudh ewinnerligen salige, hållen wid hans jordefärd, som skedde i Stockholm den 21. aprilis anno 1670. och förklarat aff / Nicolao Rudbeckio ... . Östersunds bibliotek samt Carolina Rediviva.
- Elgenstierna: Svensk adelskalender.
- Westerlund: Linköpings stifts herdaminnen, del 3 Hammarkinds kontrakt, s. 638.
- Nordisk familjebok/1800-talsutgåvan, se Projekt Runeberg. ss.4,9,41,42,140,180-185,222-232,469-472,483,585-588,922,1328
- Hjalmar Holmquist: D. Johannes Matthiæ Gothus och hans plats i Sveriges kyrkliga utveckling, s.10.
- Bror Jansson, Studia Theologica Lundensia, del 7: Johannes Matthiæ Gothus och hans plats i gudstjänstlivets historia, s.7.
- Hans Jägerstad: Strängnäs stads historia s.559-564.
- Biografiskt lexicon öfver namnkunnige svenske män, nionde bandet s54-61.